# Tekken Comic
Tekken Comic (鉄拳コミック, Tekken Komikku, lit. Punho de Ferro) é uma série de mangá criada por Rui Takato baseada na série homônima de jogos de luta. O mangá foi criado em homenagem ao 15º aniversário da franquia Tekken e esteve disponível com permissão da Bandai Namco na versão online da revista Ultra Jump. O primeiro volume impresso do mangá foi publicado em 19 de março de 2010.
O mangá apresenta um enredo baseado em Tekken 6 com algumas diferenças. Por exemplo, os primeiros capítulos se concentram mais em Asuka Kazama e Lili, e a família Mishima é mencionada apenas no primeiro capítulo.

## História
Jin Kazama, dono da poderosa corporação japonesa Mishima Zaibatsu, declara guerra ao mundo inteiro. As nações que se aliaram à corporação se fundiram em uma nação independente, destruindo qualquer oposição. Um ano depois, a Mishima Zaibatsu abre o "Torneio King of Iron Fist", declarando que o vencedor terá um grande prêmio garantido. No entanto, o torneio é interrompido por Asuka Kazama, que ataca Jin e exige que ele pare com suas ambições despóticas.

## Lista de volumes
| - Battle 1: Legend of the Phoenix - Battle 2: Girl Bomb - Battle 3: Wild Flower - Battle 4: Dusk's Paper Airplane - Battle 5: Reason |

| - Battle 6: Little Wish - Battle 7: Reborn - Battle 8: Angel Night - Battle 9: Three souls - Battle 10: Unchained heart - Battle 11: Dawn's Legend |